# Armando Riccardi
Armando Riccardi (Ceprano, 20 febbraio 1902 – Frosinone, 4 aprile 1981) è stato un avvocato e politico italiano; sindaco di Frosinone dal 1965 al 1968.

## Biografia
Armando Riccardi nasce a Ceprano il 20 febbraio 1902. Si laurea in giurisprudenza e svolge la professione di avvocato penalista. Sposa la pianista Rosa Amati dalla quale ha cinque figli: l'artista Gian Carlo Riccardi, Elisabetta Maria, Anna Maria, Gerardo e Pier Luigi. 
È ricordato per aver preso parte nel 1947 al processo Graziosi nel pool di avvocati in difesa del pianista Arnaldo Graziosi, accusato di uxoricidio, insieme a Ottavio Libotte e Giovanni Porzio.  È stato sindaco di Frosinone, iscritto al partito politico della Democrazia Cristiana, dal 1965 al 1968. Durante il suo mandato si occupò della ricostruzione della martoriata Cassino.Tra gli altri incarichi ricoperti è stato presidente dell'ENAL, ha fatto parte del Comitato provinciale di Liberazione Nazionale e del Partito d'Azione. Ha ricoperto, inoltre, le seguenti cariche: Sindaco di Veroli nel 1944, Presidente dell'Istituto Autonomo Case Popolari, Consigliere della succursale della Banca d'Italia e Consigliere Delegato, Commissario Provinciale dell'ONMI (Opera Nazionale Maternità ed Infanzia), Presidente del Comitato Provinciale Orfani di Guerra, Consigliere Segretario del primo - dopo la Liberazione - Consiglio dell'Ordine degli Avvocati e Procuratori di Frosinone, Vice Pretore Onorario di Frosinone, Presidente dell'Istituto di Cultura, Dirigente del Movimento Laureati Cattolici, Pubblicista e redattore della redazione romana de Il Mondo, Presidente dell'Associazione Provinciale della Stampa, Vice Presidente del Centro Studi Ciociari di Roma, Fondatore dell'Associazione fra i Ciociari di Roma, Direttore del settimanale di cultura e arte Ciociaria e Direttore della rivista giuridica Temi Ciociara.
Attraverso manifestazioni e rassegne Armando Riccardi ha promosso la cultura nella provincia ciociara. Si è occupato del rilancio e della valorizzazione del patrimonio artistico-storico-culturale della Ciociaria nonché per l'espansione turistica, economica e industriale. Ha scritto per vari giornali tra i quali La Gazzetta Ciociara, La strenna Ciociara e Temi Ciociara. Parte dei suoi scritti (molti dei quali rimasti inediti) sono stati pubblicati attraverso saggi, poesie, pensieri, studi giuridici, ricerche storiche. Testimonianza del suo amore per l'arte e per la scrittura sono gli articoli su Anton Giulio Bragaglia, Michele Biancale e Umberto Mastroianni.
Armando Riccardi muore a Frosinone il 4 aprile 1981. 
L'amministrazione comunale di Frosinone ha intitolato all'avvocato Riccardi la piazza del tribunale della città.